# الله‌آباد حاجی‌آباد
الله‌آباد حاجی‌آباد، روستایی از توابع بخش ریگان شهرستان بم در استان کرمان ایران است.

## جمعیت
این روستا در دهستان چاهدگال قرار دارد و براساس سرشماری مرکز آمار ایران در سال ۱۳۸۵، جمعیت آن ۲۹۴ نفر (۶۷خانوار) بوده‌است.